# Капуловский, Иван Дмитриевич
Иван Дмитриевич Капуловский (1894 — 1938) — советский военный деятель, комдив.

## Биография
Родился в украинской семье крестьяне. Окончил сельскую школу, Звенигородское городское училище в 1911, телеграфные курсы в Одессе в 1914. Был студентом сельскохозяйственного института и института народного хозяйства. Учёбу пришлось оставить ввиду призыва в армию в январе 1915. В том же году окончил Одесскую школу прапорщиков, участвовал в Первой мировой войне. Службу проходил в 14-м пехотном полку, в 1917 был одним из организаторов полкового комитета, состоял его членом. В конце войны командовал ротой. Член РКП(б) с 1918, при этом в 1917 состоял в Украинской партии боротьбистов. В Красной армии с 1918, участник Гражданской войны на Украине. В 1918 был одним из организаторов партизанских отрядов в Звенигородском уезде Киевской губернии, а затем в Херсонской губернии. Состоял членом подпольного комитета в Одессе. В годы войны являлся командиром партизанских отрядов Звенигородского уезда Киевской губернии, командиром бригады Харьковских повстанческих отрядов, военного руководителя и военного комиссара Звенигородского уезда, командира отдельной Особой бригады, начальником южного боевого участка Киевского военного округа, командира 6-й отдельной бригады особого назначения. После Гражданской войны на ответственных должностях в войсках и военно-учебных заведениях РККА. В 1921-1924 начальник 2-й Киевской школы червонных старшин, инспектор военно-учебных заведений Киевского военного округа, штатный преподаватель и помощник начальника Высшей стрелково-тактической школы «Выстрел» по политической части. В 1924 окончил Высшие академические курсы (ВАК) при Военной академии РККА и был назначен помощником командира 30-й стрелковой дивизии.  С октября того же года становится помощником начальника Объединённой военной школы червонных старшин. С сентября 1925 командир 23-й Харьковской стрелковой дивизии. С декабря 1928 помощник, а с января 1930 заместитель начальника Командного управления Главного управления РККА. В 1930 был в служебной командировке в Веймарской республике. С апреля 1931 по сентябрь 1937 командир и военком корпуса военно-учебных заведений Украинского (с 1935 — Киевского) военного округа. В 1937 непродолжительный период, по некоторым данным, «командир корпуса военно-учебных заведений» Московского военного округа. В сентябре 1937 зачислен в распоряжение Управления по командно-начальствующему составу РККА. Арестован 4 октября 1937 (по другим данным 20 января 1938) органами НКВД. Военной коллегией Верховного суда СССР 25 августа 1938 по обвинению в участии в военном заговоре приговорён к расстрелу. Приговор приведён в исполнение в тот же день. Определением Военной коллегии от 4 сентября 1958 посмертно реабилитирован.

### Звания
- прапорщик (1915);
- поручик;
- комдив (20 ноября 1935).

### Награды
- орден Красного Знамени (1928).[3]